# Forêt de Malvoisine
La forêt de Malvoisine est un massif forestier de 975 hectares dont 909 hectares de forêt domaniale, situé en Seine-et-Marne.
Située sur le plateau briard, elle se trouve à une cinquantaine de kilomètres à l'est de Paris. La forêt se situe à 7 km au sud-ouest de Coulommiers.
Elle se situe pour moitié sur le territoire de la commune de Faremoutiers, l'autre moitié étant principalement partagée entre Hautefeuille, Pézarches, Touquin et La Celle-sur-Morin.

## Géographie physique
La forêt de Malvoisine est située en bordure de la profonde vallée de l'Aubetin, sur le plateau de la Brie. Elle est très plate, avec des points hauts à 123 mètres et des points bas à 114 mètres.
Elle constitue la bordure orientale de l'ancien massif couvrant la Brie occidentale comprenant les forêts de Crécy, Ferrières, Armainvilliers, Notre-Dame, etc. Elle est séparée de la forêt de Crécy par la trouée d'Hautefeuille.
La forêt domaniale est composée d'un ensemble boisé principal compact situé à l'est de Hautefeuille, et de trois parties annexes (bois de Servelle et deux petites parcelles isolées) situées à Touquin.
L'ensemble boisé principal est une forêt compacte, seulement traversée en bordure au sud par la RD 402, au nord par la route rurale de Hautefeuille à Faremoutiers, et bordée par la RD 25 à l'est. À l'instar de la plupart des autres forêts de la Brie, la forêt de Malvoisine est découpée de manière géométrique par de nombreux chemins (route de l'Essart, route Forestière Royale, route de la Tour de Lumigny, route Forestière de Montmirail, etc.).
Elle se situe à cheval sur les bassins de la Marne (Aubetin et affluents) et de la Seine (Yerres et affluents).

## Géographie administrative
La forêt de Malvoisine s'étend sur six communes de Seine-et-Marne :
- Faremoutiers ;
- Hautefeuille ;
- Pézarches ;
- Touquin ;
- La Celle-sur-Morin ;
- Saint-Augustin.

## Géologie
La forêt de Malvoisine repose sur le plateau calcaire briard, au sol peu perméable.

## Histoire
Jadis, la forêt de Malvoisine faisait partie intégrante de la vaste Brigia Sylva qui regroupait entre autres les actuelles forêts voisines de Crécy, de Ferrières, d'Armainvilliers, de Notre-Dame et de Coubert.
En 1287, le roi de France Philippe Le Bel se maria avec Jeanne de Navarre et avait pour habitude de venir chasser dans cette forêt en épuisant jusqu'à dix chevaux par journée de chasse. Dans le célèbre Roman de Renart, écrit au Moyen Âge (XIIe siècle-XIIIe siècle), le goupil était seigneur de Mauperthuis et habitait la forêt de Malvoisine, et trois des neuf livres s’y déroulent. Le roman est dû au talent d’un prêtre de La Croix-en-Brie qui brocardait ainsi les mœurs de l’époque.
Ce massif progressivement acquis par l’État, réunit les anciennes propriétés de l’abbaye de Faremoutiers et l’ancienne forêt de Hautefeuille.

## Faune et flore

### Flore

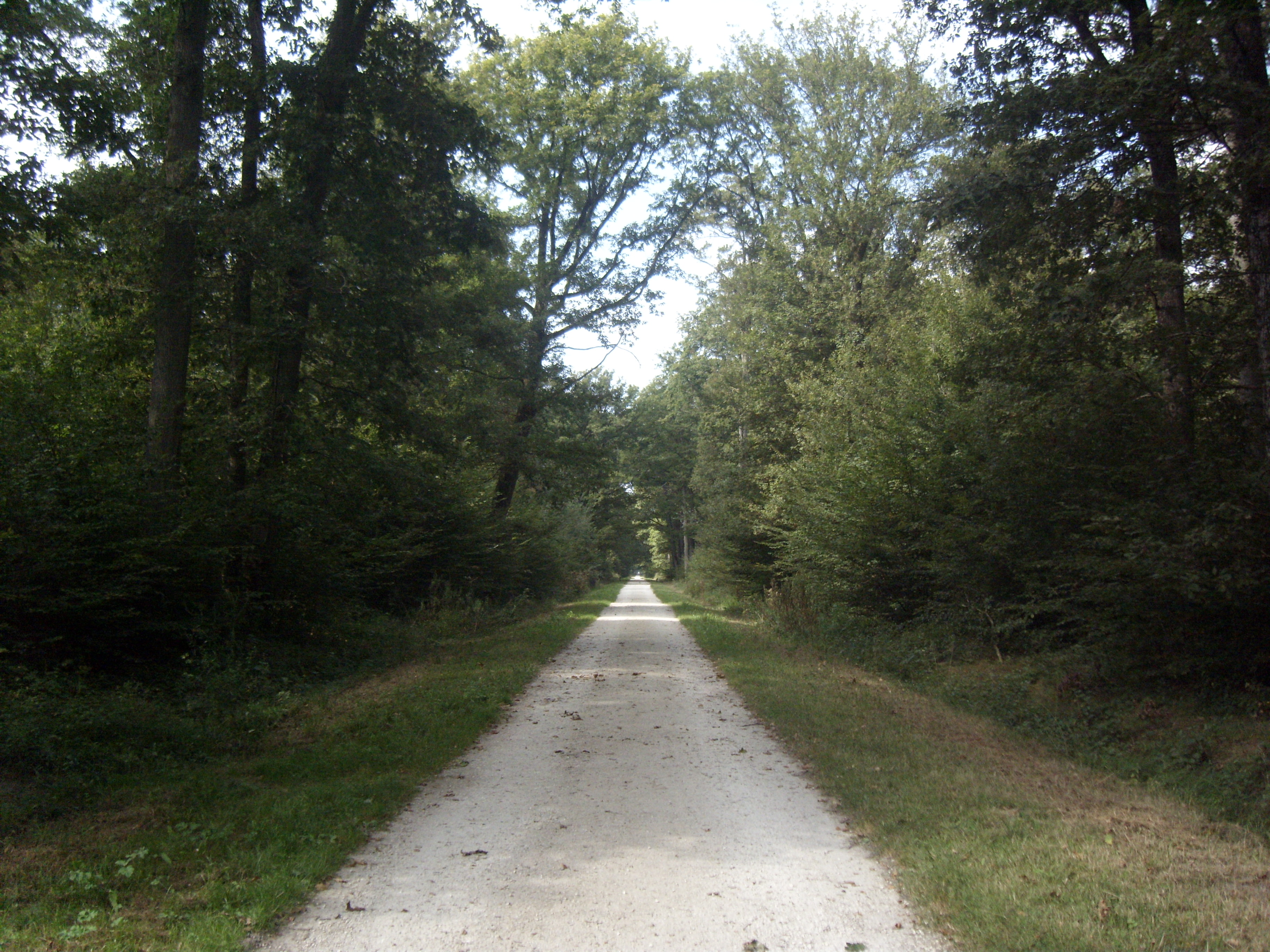
La route de l'Essart en forêt de Malvoisine.

La forêt de Malvoisine est constituée de chênes (très beaux spécimens), hêtres et résineux. Une dizaine d'arbres remarquables ont été recensés, dont le plus beau se trouve le long du GR 14 sur la parcelle 146 appelé « arbre Roland » (plus de 200 ans).
La forêt a souffert de la tempête de décembre 1999. Elle a été remise en valeur, par exemple, avec la plantation d'un grand verger de vingt pommiers anciens, sur un espace où les résineux ont été fauchés en décembre 1999. Ceux-ci, ayant subi de plein fouet la tempête de 1999, sont désormais moins présents.
La forêt abrite des milieux humides avec la présence de plusieurs mares.
L'ONF procède au renouvellement progressif des peuplements par l'utilisation d'une technique sylvicole de régénération respectant les classes d'âge. Elle permet de maintenir un équilibre entre arbres jeunes et âgés.

### Faune
La faune est pour l'essentiel constituée de renards, sangliers, chevreuils, faisans, perdreaux, lièvres, etc.
La forêt compte également des oiseaux endémiques en Île-de-France comme les engoulevents chassant les insectes la nuit et des batraciens.

### La chasse
La chasse en forêt de Malvoisine est gérée par l'ACHASA, association des chasseurs de la SNECMA, adjudicataire de la forêt domaniale depuis 1968.
Les accotements sont régulièrement élagués afin de préserver la faune entomologique et de mieux sécuriser les lignes de tirs lors des chasses.

## Gestion forestière
L'ONF a pour mission d'assurer la pérennité du massif grâce à son entretien tout en garantissant un développement durable. Elle se doit de concilier l'intérêt sylvicole avec l'intérêt du public. Son principal objectif est l'accueil du public, comme toutes les forêts dites périurbaines. Elle assure par ailleurs une mission de production de bois, dont la vente aux exploitants forestiers couvre partiellement le financement de l'entretien et de la préservation du massif.
La gestion forestière prend aujourd'hui en compte le développement durable, c'est-à-dire les enjeux biologiques et écologiques, ce qui n'était pas le cas il y a seulement trente ans. Plus spécifiquement dans le massif, les milieux écologiques spécifiques comme les mares sont protégées.
La forêt compte deux maisons forestières : la Croix Rouge, les Bordes.

## Gestion administrative
Forêt domaniale, le massif est la propriété de l'État français, qui en délègue la gestion à l'office national des forêts. L'État assure le financement de l'entretien mais les collectivités locales sont également associées aux décisions.
Le Conseil départemental de Seine-et-Marne participe également à l'effort financier.
Les subventions couvrent pour une large part les nécessaires équipements destinés à l'accueil du public ainsi que les travaux d'aménagement et de réfection des routes forestières.
Les massifs forestiers franciliens sont soumis à d'intenses pressions foncières et urbaines. Ce n'est pas le cas de la forêt de Malvoisine, située dans un secteur rural relativement loin de Paris, où l'habitat est peu dense et dispersé.
La forêt de Malvoisine est classée zone naturelle d'intérêt écologique, faunistique et floristique de type 2.

## Aménagement
Un projet important de rénovation sur 4 200 m2 avec l'ONF est prévu à le « cabane du Prussien » (ainsi nommée après avoir été le refuge d'un déserteur prussien en 1870) : abri forestier, offrant deux pièces, permet aux randonneurs de se reposer et de faire un feu dans une cheminée, carrefour de plusieurs chemins de randonnée. 
La forêt de Malvoisine est traversée par le GR 14.

## Sociologie
La forêt de Malvoisine, située en zone rurale, reste peu fréquentée en comparaison d'autres forêts de la région parisienne, comme la forêt de Fontainebleau. Toutefois c'est un lieu apprécié des habitants des communes du secteur (Coulommiers, Fontenay-Trésigny, etc.) pour la détente et le sport.

## Lieux remarquables
{...}